# Designador laser

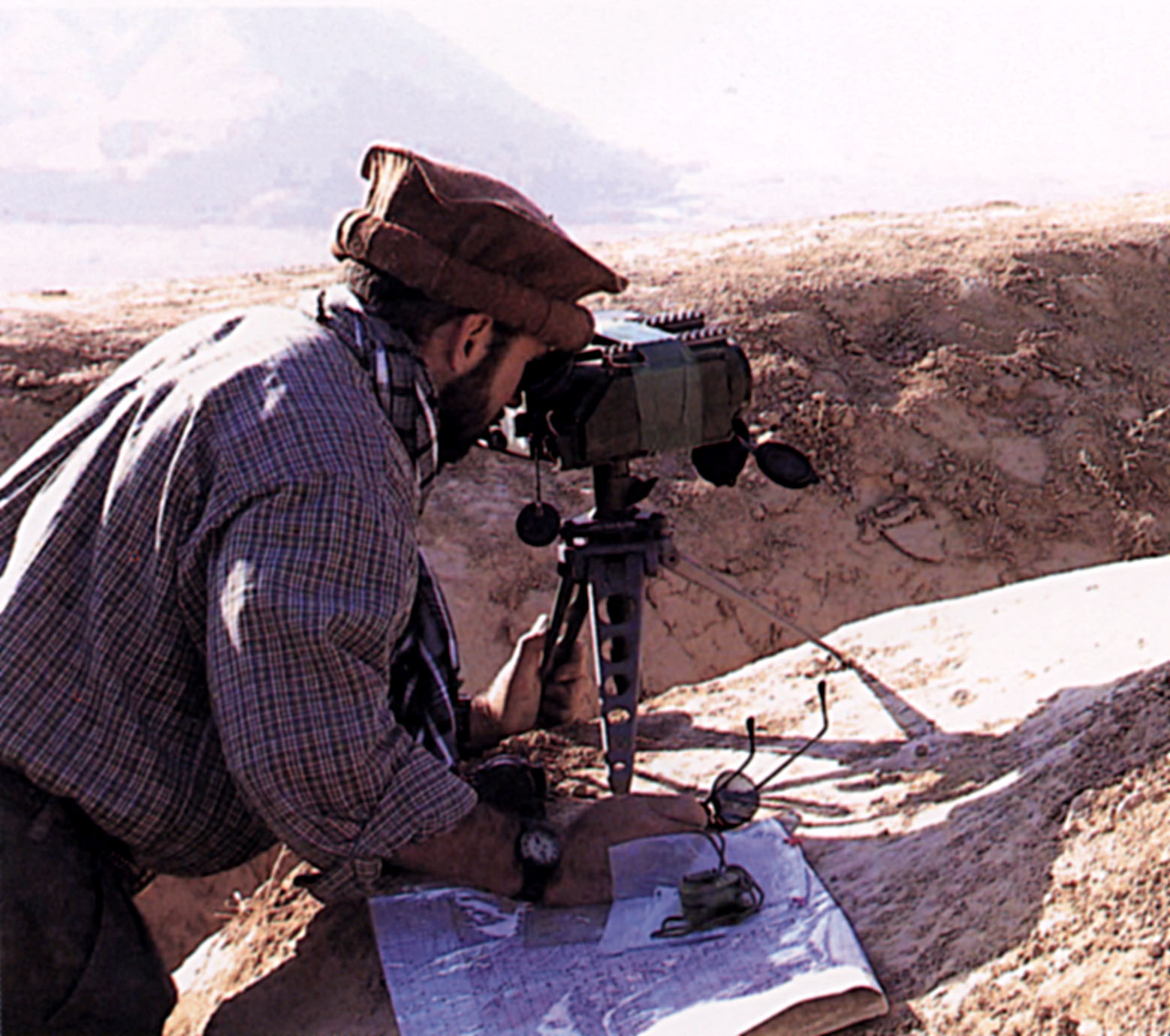
Unidade portátil dirigindo bombardeio no Afeganistão, 2001.

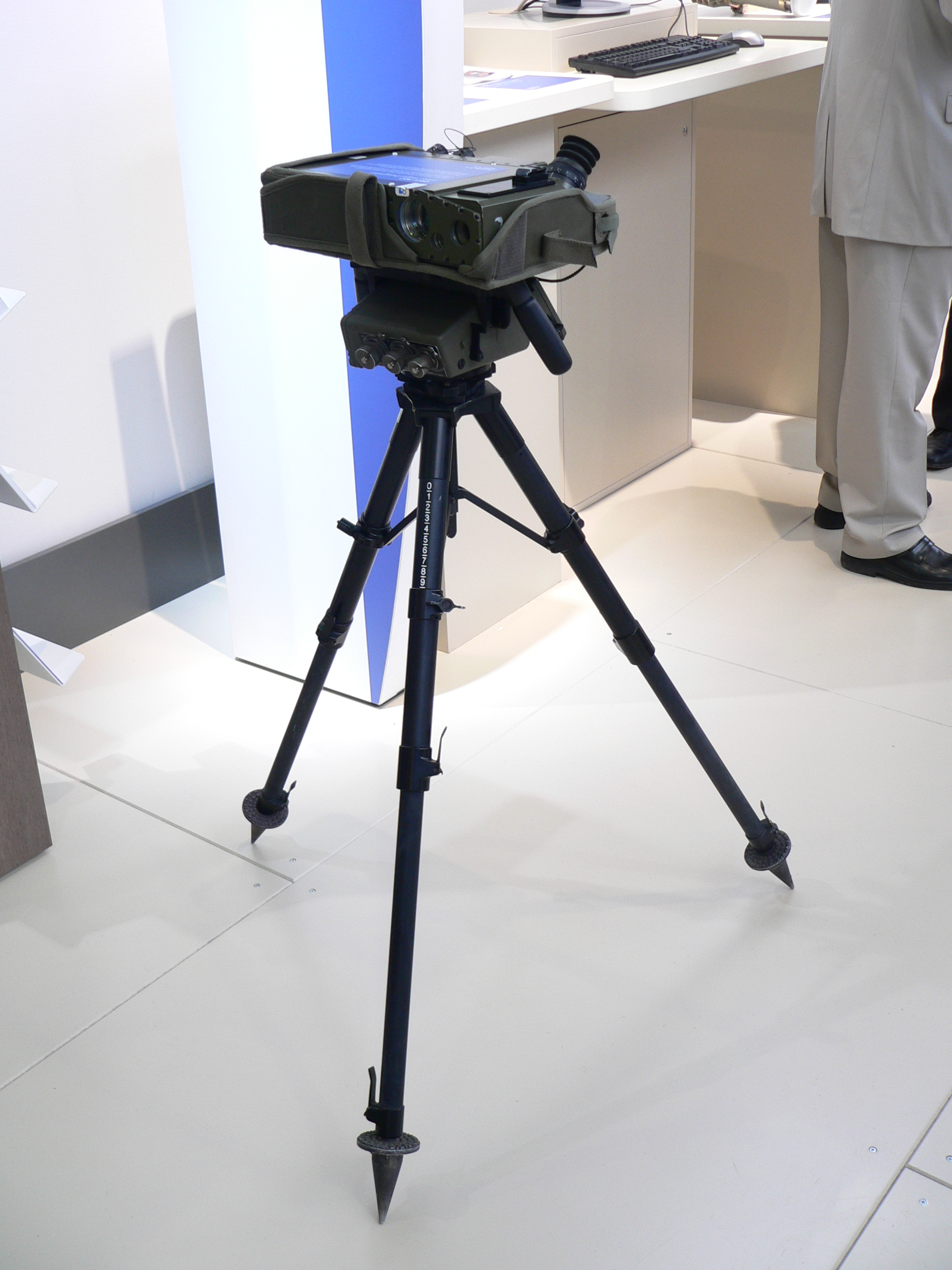
CILAS DHY 307.

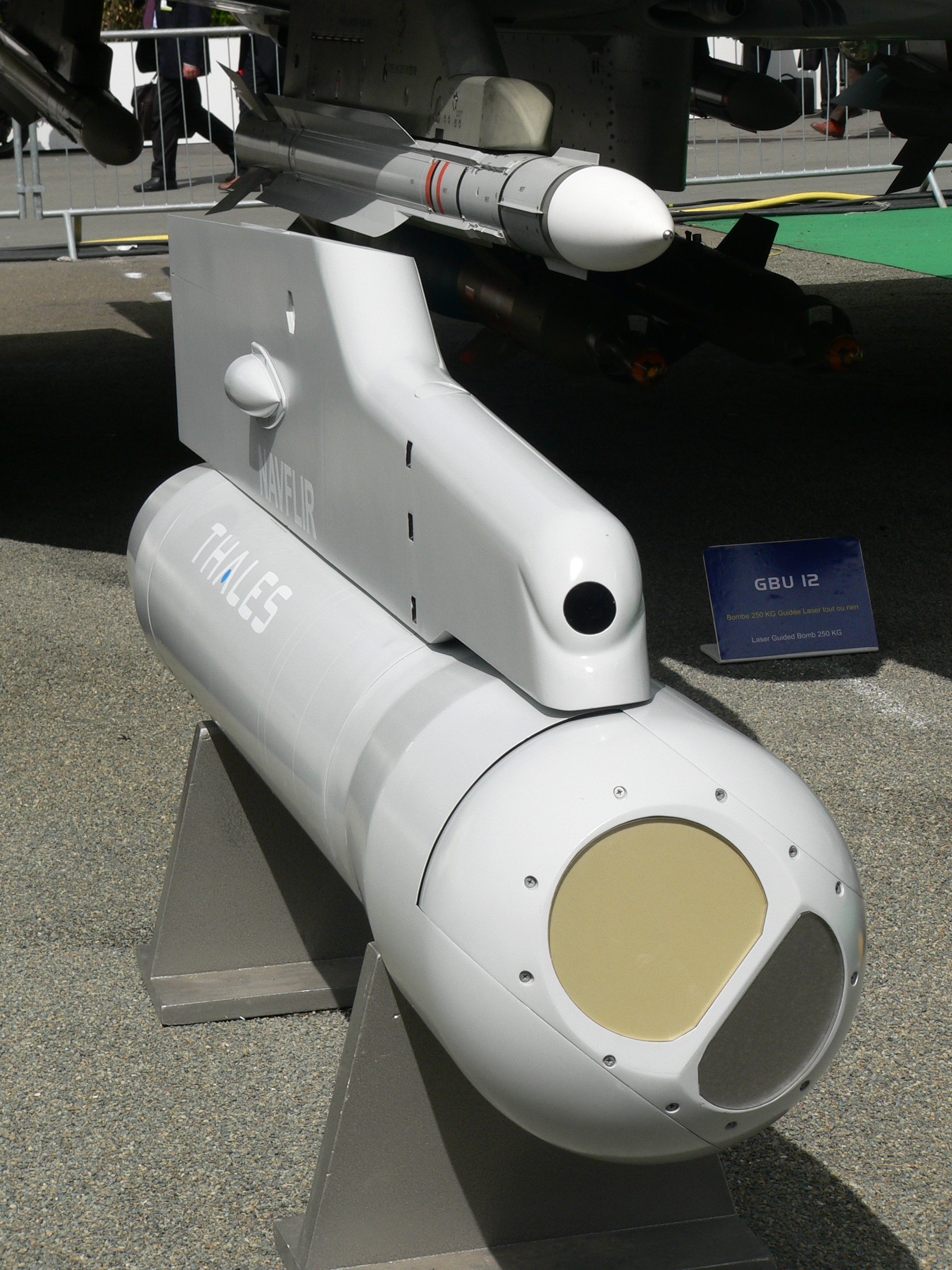
Um pod de designação de alvo Thales Damocles combinado com um gerador de imagens NAVFLIR.

Um designador laser é uma fonte de luz laser que é usada para designar um alvo. Os designadores laser fornecem alvos para bombas guiadas por laser, mísseis ou munições de artilharia de precisão, como a série de bombas Paveway, AGM-114 Hellfire ou a munição M712 Copperhead, respectivamente.
Quando um alvo é marcado por um designador, o feixe é invisível e não brilha continuamente. Em vez disso, uma série de pulsos de laser codificados, também chamados de códigos PRF (pulse repetition frequency / frequência de repetição de pulso), são disparados no alvo. Esses sinais refletem o alvo no céu, onde são detectados pelo buscador na munição guiada por laser, que se dirige em direção ao centro do sinal refletido. A menos que as pessoas visadas possuam equipamento de detecção a laser ou possam ouvir aeronaves acima, é extremamente difícil para elas determinar se estão sendo marcadas. Os designadores a laser funcionam melhor em condições atmosféricas claras. A cobertura de nuvens, chuva ou fumaça podem dificultar ou impossibilitar a designação confiável de alvos, a menos que uma simulação seja acessível por meio de dados terrestres disponíveis.

## Emprego
Os designadores laser podem ser montados em aeronaves, veículos terrestres, embarcações navais ou portáteis. Dependendo do comprimento de onda da luz usado pelo designador, o laser de designação pode ou não ser visível para o pessoal que o emprega. É o caso dos designadores de laser 1064nm usados pelos JTAC, pois o comprimento de onda da luz é difícil de ver em dispositivos de visão noturna Gen III/III+ padrão. Outros dispositivos de imagem com recursos de "ver ponto" para "ver" o ponto do laser são frequentemente utilizados para garantir que o alvo esteja sendo designado corretamente. Estes podem incluir termovisores FLIR (infravermelho de visão frontal) que normalmente operam no espectro MWIR ou LWIR, mas têm uma janela de 1064nm na qual eles podem ver o laser.

### Aéreo
A Força Aérea dos EUA (USAF) selecionou o Sniper Advanced Targeting Pod (ATP) da Lockheed Martin em 2004. Ele equipou várias plataformas da USAF, como o F-16, F-15E, B-1, B-52 e A-10C. Também opera em várias plataformas de caça internacionais. A Marinha dos EUA (USN) atualmente emprega pods de direcionamento LITENING e ATFLIR em uma variedade de aeronaves de ataque. O Litening II é amplamente utilizado por muitas outras forças aéreas do mundo. A Royal Air Force do Reino Unido usa o sistema Litening III e os franceses usam o TALIOS (Targeting Long-range Identification Optronic System), Dâmocles e ATLIS II.

### Terrestre

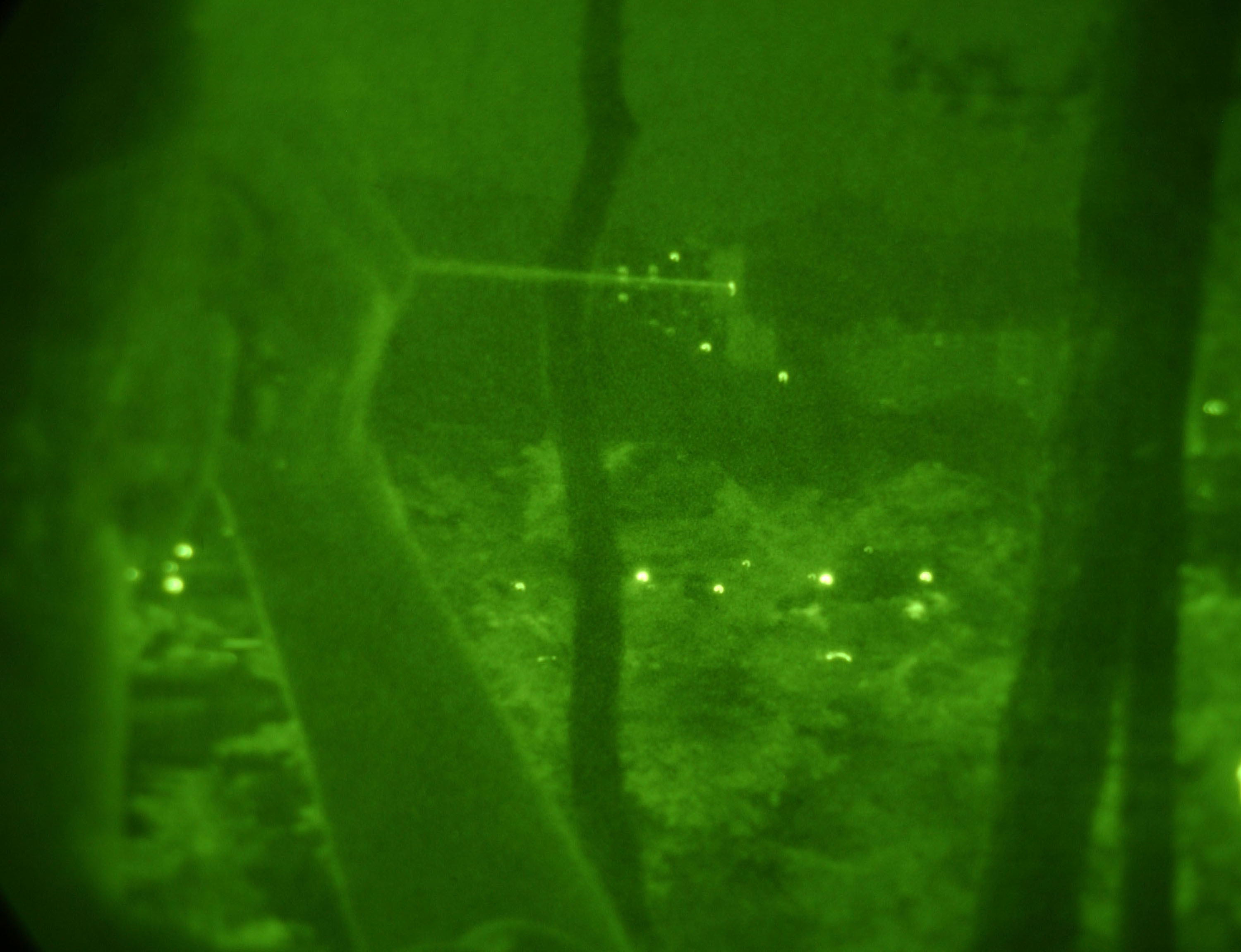
Designador laser portátil da USAF visto sob visão noturna, 2007.

Os Controladores Aéreos do Terminal Conjunto da Força Aérea dos EUA e os Controladores Aéreos Avançados do Corpo de Fuzileiros Navais normalmente empregam um dispositivo leve, como o AN/PED-1 Lightweight Laser Designator Rangefinder (LLDR), permitindo-lhes designar alvos para aeronaves de Apoio Aéreo Aproximado voando acima e em proximidade de forças amigas. Embora muitos designadores sejam baseados em binóculos e possam utilizar tripés, também existem designadores laser portáteis menores, como o BE Meyers & Co. IZLID 1000P. O LLDR da Northrop Grumman, usando um comprimento de onda de laser seguro para os olhos, reconhece alvos, encontra o alcance de um alvo e fixa locais de alvo para munições guiadas por laser, guiadas por GPS e convencionais. Este sistema leve e interoperável fornece exclusivamente informações de localização e direcionamento para outros sistemas digitais de campo de batalha, permitindo que o sistema forneça informações de direcionamento para munições não-guiadas ou quando o designação laser não é confiável devido às condições do campo de batalha.